# Scarabaeus cupreus
Scarabaeus cupreus là một loài bọ cánh cứng trong họ Bọ hung (Scarabaeidae).